# Víkartindur
Víkartindur è una montagna alta 703 metri sul mare situata sull'isola di Streymoy, la maggiore dell'arcipelago delle Isole Fær Øer, in Danimarca.
È la quarantaquattresima montagna, per altezza, dell'intero arcipelago, e la undicesima, sempre per altezza, dell'isola.
Condivide la stessa altezza con altre due montagne dell'arcipelago: Gomlumannatindur e Suður á Nakki.

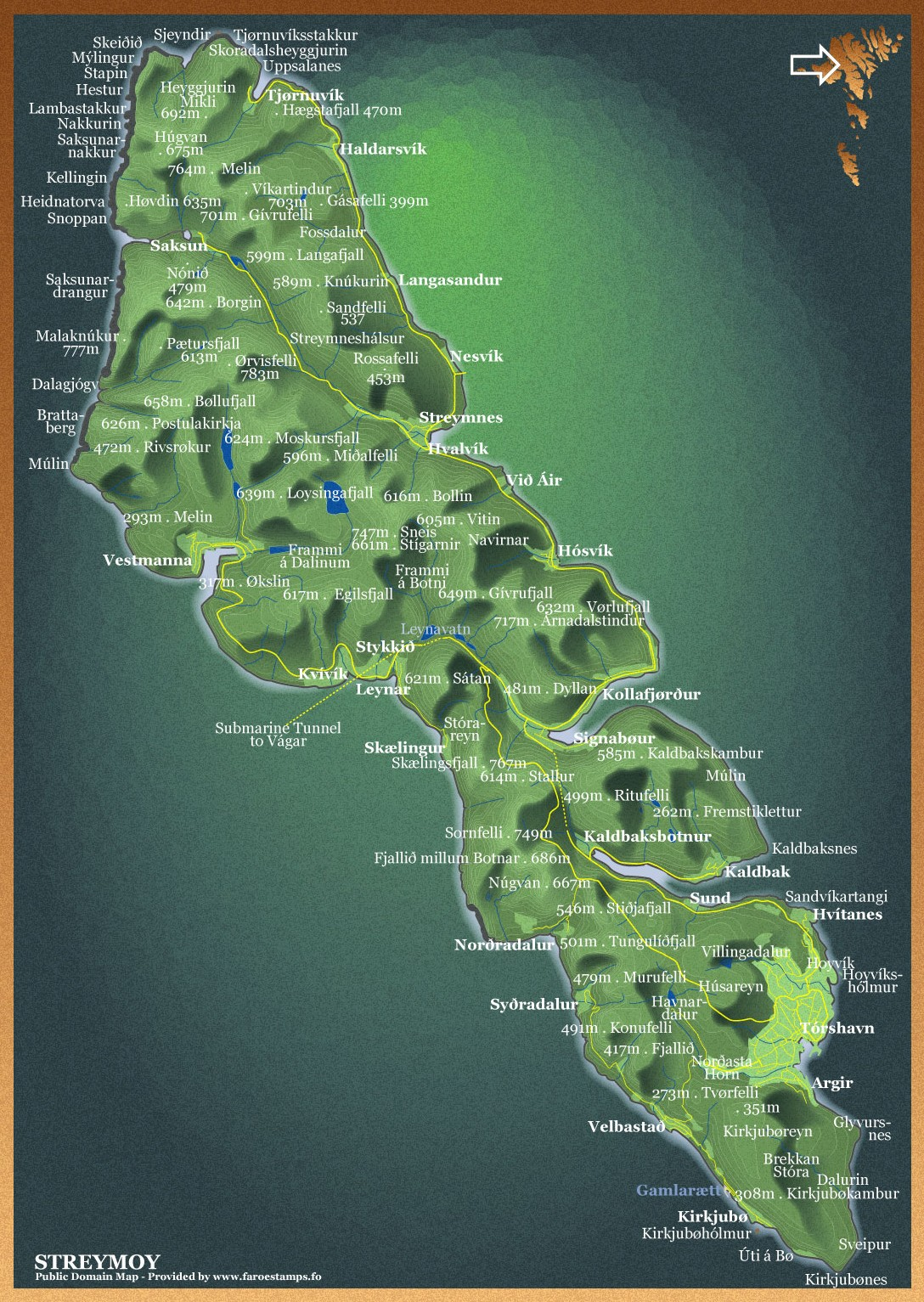
Isola di Streymoy, mappa delle località e delle alture